# Kari-Anne Henriksen
Pour les articles homonymes, voir Henriksen.
Kari-Anne Henriksen, née le 22 avril 1980 à Bergen, est une ancienne handballeuse internationale norvégienne évoluant au poste de demi-centre.
Durant sa carrière, elle a notamment porté les couleurs de Tertnes IL, Ikast Bording EH et Lugi HF.
Avec l'équipe nationale de Norvège, elle atteint la finale du championnat d'Europe 2002.

## Palmarès

### Club
compétitions internationales
- finaliste de la coupe EHF en 2000 (avec Tertnes IL) et 2007 (avec Ikast Bording EH)

### Sélection nationale
championnats d'Europe  
- finaliste du championnat d'Europe 2002